# Halasana

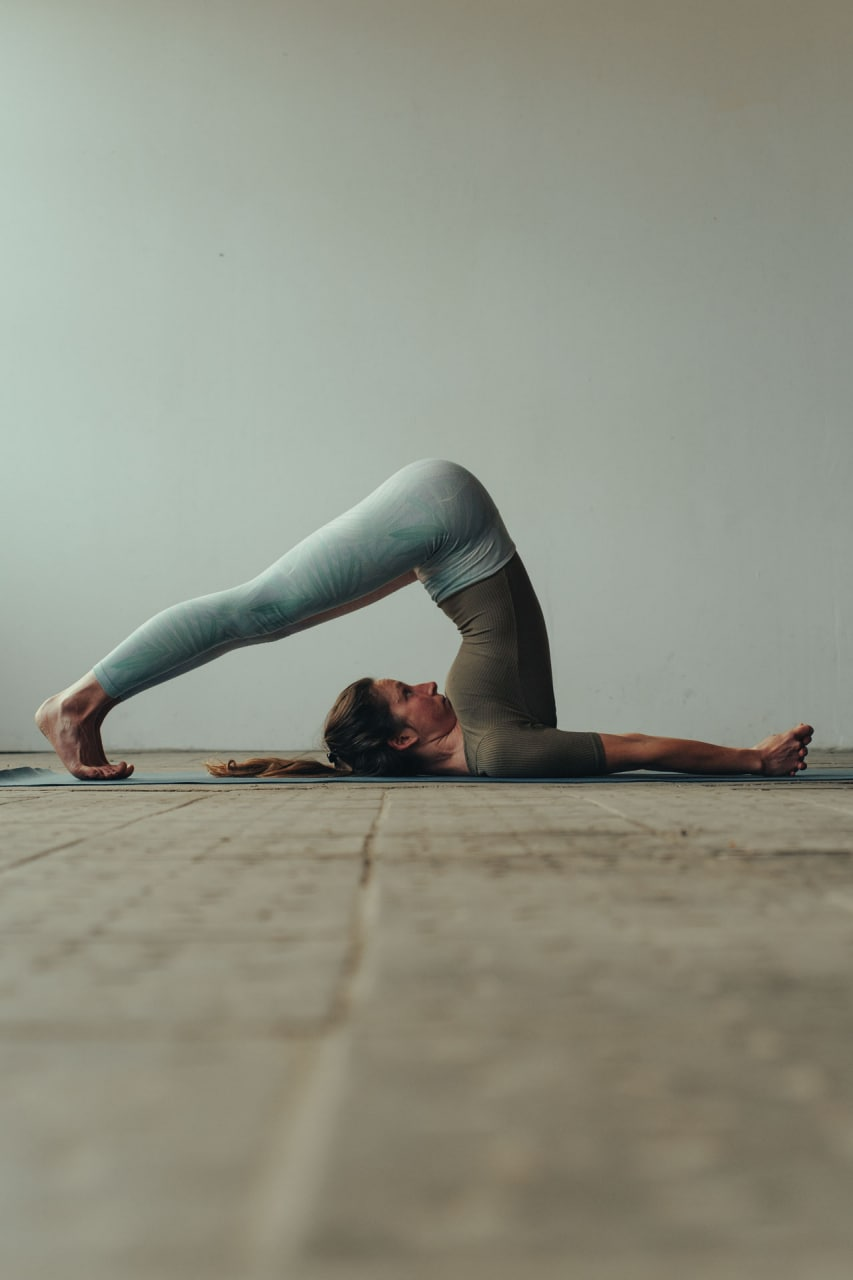
Halasana (Pflug)

Halasana (Sanskrit हलासन, IAST halāsana), deutsch Pflug, ist eine klassische Yogaübung, die in den meisten Yogarichtungen nach Sarvangasana, dem Schulterstand, ausgeführt wird. Der Sanskritname setzt sich zusammen aus den Wörtern hala „Pflug“ und āsana „Sitz“ oder allgemeiner übersetzt „Körperhaltung“. Tatsächlich erinnert das körperliche Bild der Stellung an einen Pflug, wie er in früheren Zeiten eingespannt wurde: Der Oberkörper formt eine Schaufel, die in die Erde einschart und über die Beine und Füße findet der Zug statt.

## Körperliche Ausführung
Swami Vishnu-Devananda beginnt die Stellung in der Rückenlage mit geschlossenen Beinen. Die Arme sind entlang des Körpers mit den Handflächen nach unten positioniert. „Man hebe dann, ohne die Beine abzubiegen, die Hüften und den unteren Teil des Rückens hoch und beuge die Beine über den Kopf hinweg, bis die Zehen hinter dem Kopf den Boden berühren. Dabei sind die Knie gerade und eng zusammenzuhalten […].“ Er gibt auch den Hinweis, das Kinn gegen die Brust zu drücken und langsam durch die Nase zu atmen.
Die Anleitung bei Swami Sivananda ist in den Grundzügen identisch mit der von Vishnu-Devananda.
Falls zu Beginn der Praxis die Füße noch nicht den Boden erreichen können, leitet das Sivananda Yoga Vedanta Zentrum an, die Beine in einer waagerechten Linie nach hinten gestreckt in der Luft zu lassen und so die statische Phase einzunehmen.
André van Lysebeth macht für die Ausführung bewusst, eine dynamische und eine statische Phase zu unterscheiden. Zuerst werden die gestreckten Beine bis zur Vertikalen geführt – dann der untere Teil des Rückens gehoben und die Beine leicht gebogen, bis die Knie das Gesicht streifen – schlussendlich sind die Beine gestreckt weiter nach hinten zu führen, wobei auch die Füße nach hinten zeigen und mit den Zehennägeln den Boden berühren. Diese Vorbereitung ist dreimal auszuführen, bevor der Körper dann in die statische Phase übergeht.
B.K.S. Iyengar gibt für die Praxis die Vorstellung, dass in der Endphase Beine und Hände in entgegengesetzter Richtung ausgestreckt sind, was die Wirbelsäule in vollkommener Weise dehnt. Ihm ist für die Ausführung wichtig, dass der Rücken nicht rund geformt wird, sondern von Beginn an senkrecht zum Boden aufgerichtet wird. Auch das Becken entwickelt eine Dynamik nach hinten, die sich bis zu den Zehen fortsetzt.
Der Ashtanga Vinyasa Yoga integriert Halasana am Ende der Übungsreihe in der sogenannten Abschluss-Sequenz. Der gesamte Rücken wird im Lot senkrecht nach oben geführt. Der Körper drückt eine klare geometrische Form aus.
In der Hathapradipika, die im 14. Jh. verfasst wurde, ist Halasana nicht aufgeführt.

## Führung der Aufmerksamkeit in der Übung
André van Lysebeth unterscheidet bei der Ausführung zwischen Yoga und Gymnastik: „Westliche Gymnastik akzeptiert ohne weiteres eine rein mechanische und auch unkonzentrierte Ausführung der Übungen. Im Yoga dagegen muss die Aufmerksamkeit dauernd auf den Ablauf der Asanas gerichtet sein.“ Bei der Ausführung des Pflugs schlägt er vor, z. B. den korrekten Ablauf der Bewegung zu beobachten oder das Kommen und Gehen des Atems. In den Focus der Aufmerksamkeit kann auch die Entspannung sämtlicher Muskelpartien genommen werden, die entspannt werden können oder die absolute Unbeweglichkeit in der statischen Phase.
Auch ein Gedanke zur Bedeutung des Pflugs darf ins Zentrum der Konzentration rücken. Swami Kriyananda, ein direkter Schüler von Paramahansa Yogananda und Begründer des Ananda-Yoga, lehrt, dass nach Yogananda jede Asana eine innere Qualität des Menschseins ausdrückt. Bei Halasana kann daher in der Endstellung folgende Affirmation gedacht werden: „Nuova vita, nuova coscienza inondano il mio cervello“, was übersetzt bedeutet: „Neues Leben, neues Bewusstsein durchflutet mein Gehirn.“

## Gesundheitliche Aspekte
Nach André van Lysebeth wirkt der Pflug sehr stärkend auf die ganze Wirbelsäule und die Ganglien des sympathischen Nervensystems. Dadurch erfrischt, regeneriert und verjüngt die Stellung. Die Schilddrüse wird komprimiert und erhält nachfolgend einen erhöhten Blutzufluss. Dadurch normalisiert sich ihre Funktion. Die inneren Bauchorgane werden massiert, gereinigt und gestärkt.
„Menschen, die an steifen Ellbogen und Schultern, Hexenschuss und Arthritis leiden, finden durch diese Asana Erleichterung,“ schreibt B.K.S. Iyengar.
Swami Sivananda meint, dass diese Asana vorzeitige Verhärtung der Wirbelknochen verhüte.